# Lumutan
Lumutan is een bestuurslaag in het regentschap Bondowoso van de provincie Oost-Java, Indonesië. Lumutan telt 6096 inwoners (volkstelling 2010).